# Piotr Majer (kanonista)
Piotr Majer (ur. w 1965 w Czeladzi) – polski duchowny rzymskokatolicki, doktor habilitowany nauk prawnych w zakresie prawa kanonicznego, profesor nauk społecznych w dyscyplinie prawo kanoniczne, kierownik Katedry Kanonicznego Prawa Małżeńskiego na Wydziale Prawa Kanonicznego Uniwersytetu Papieskiego Jana Pawła II w Krakowie, prezbiter archidiecezji krakowskiej, kanonik Kapituły Metropolitalnej w Krakowie.

## Życiorys
W 1990 ukończył studia teologiczne na Papieskiej Akademii Teologicznej w Krakowie i przyjął święcenia kapłańskie. Został prezbiterem archidiecezji krakowskiej. W 1996 uzyskał na Uniwersytecie Nawarry w Pampelunie (Hiszpania) stopień naukowy doktora prawa kanonicznego na podstawie rozprawy pt. Błąd determinujący wolę (kan. 1099 KPK z 1983 r.). W 2010 na Wydziale Prawa Kanonicznego UKSW otrzymał stopień doktora habilitowanego nauk prawnych w zakresie prawa kanonicznego na podstawie dorobku naukowego i rozprawy pt. Zawarcie małżeństwa kanonicznego bez skutków cywilnych (kan. 1071 § 1, 2⁰ Kodeksu Prawa Kanonicznego).
Postanowieniem z 3 lutego 2025 Prezydent RP nadał mu tytuł naukowy profesora nauk społecznych w dyscyplinie prawo kanoniczne. 
W latach 1997–2000 był sędzią, a w latach 2000–2005 obrońcą węzła i rzecznikiem sprawiedliwości (prokuratorem) w Sądzie Metropolitalnym w Krakowie. W latach 2005–2016 był kanclerzem Kurii Metropolitalnej w Krakowie. Od 2001 pełni funkcję konsultora (eksperta) Rady Prawnej Konferencji Episkopatu Polski. W 2019 został mianowany kanonikiem Kapituły Metropolitalnej w Krakowie. Należy do Rady Fundacji św. Józefa Konferencji Episkopatu Polski oraz do rady naukowej Centrum Ochrony Dziecka przy Uniwersytecie Ignatianum w Krakowie. 

## Wybrane publikacje
- El error determinante de la voluntad (can 1099 del CIC de 1983), Pamplona: EUNSA, 1997.
- Ochrona danych osobowych i prawo do prywatności w Kościele, Kraków: Wydawnictwo Naukowe PAT, 2002, red.
- Zawarcie małżeństwa kanonicznego bez skutków cywilnych (kan. 1071 § 1, 2º Kodeksu Prawa Kanonicznego), Kraków: Wydawnictwo Naukowe Papieskiej Akademii Teologicznej, 2009.
- Praktyczny komentarz do Dekretu ogólnego Konferencji Episkopatu Polski o przeprowadzaniu rozmów kanoniczno-duszpasterskich z narzeczonymi przed zawarciem małżeństwa kanonicznego z dnia 8 października 2019 roku, Sandomierz: Wydawnictwo Diecezjalne i Drukarnia, 2021 (współautor: L. Adamowicz).
- Kodeks prawa kanonicznego. Codex iuris canonici. Komentarz, wyd. 2, Warszawa: Wolters Kluwer Polska, 2023, red.
- Kanoniczna odpowiedzialność biskupa w związku z czynami podległych mu duchownych. Przestępstwa seksualne wobec małoletnich, Kraków: Wydawnictwo Naukowe UPJPII, 2023.